# Elisabeth Bowen
Elisabeth Bowen (Dublín, 7 de juny de 1899 - Hythe, 22 de febrer de 1973) fou una escriptora irlandesa en llengua anglesa.

## Biografia
Bowen va néixer a Dublín. La seva família solia passar els estius a Bowen's Court, una propietat de la família al comtat de Cork. Quan el seu pare va començar a patir de problemes mentals el 1907,va mudar amb la seva mare cap a Anglaterra i establir-se en Hythe (Kent). Després de la mort de la seva mare el 1912, se'n va anar a viure amb les seves ties.
Bowen va ser educada a la Downe House School, sota la direcció d'Oliver Willis. Després de passar un temps a una escola d'art a Londres, va decidir dedicar-se a escriure. Va unir-se al Cercle de Bloomsbury, on va conéixer Rose Macaulay, qui la va ajudar a trobar un editor per al seu primer llibre, Encounters (1923).
El 1923, va contreure matrimoni amb Alan Cameron, un administrador educatiu que també treballava per la BBC. Bowen va mantenir diverses relacions extramaritals, incloent una amb Charles Ritchie, un diplomàtic canadenc sis anys menor que ella. També va tenir un romanç amb l'escriptor irlandès Sean O'Faolain i amb la poeta nord-americana May Sarton.
Bowen va heretar Bowen's Court el 1930, però va seguir vivint a Anglaterra, encara que visitava Irlanda freqüentment. Durant la Segona Guerra Mundial, va treballar pel Ministeri d'Informació Britànic. El seu espòs es va retirar en 1952, i ambdós es van mudar a Bowen's Court, on Cameron va morir uns mesos més tard. Durant anys, va lluitar per a conservar la propietat. Va donar moltes presentacions als Estats Units per guanyar diners. No obstant això, la casa va ser demolida el 1952.
Va rebre múltiples reconeixements pel seu treball. El 1969, va guanyar el James Tait Black Memorial Prize per la seva novel·la Eva Trout. Així mateix, va rebre doctorats honoraris del Trinity College de Dublín l'any 1949 i de la Universitat d'Oxford el 1952. El 1948, va ser nomenada Comandant de l'Orde de l'Imperi Britànic.
Després de passar diversos anys sense una residència permanent, Bowen es va assentar a Hythe, on va morir de càncer en 1973, als 73 anys. Va ser enterrada al costat del seu espòs al cementiri de Farahy, prop de l'entrada de Bowen's Court.

## Obres

### Novel·les
- Eva Trout (1968)
- The Good Tiger (1965)
- The Little Girls (1964)
- A World of Love (1955)
- The Heat of the Day (1949)
- The Death of the Heart (1938)
- The House in Paris (1935)
- To the North (1932)
- Friends and Relations (1931)
- The Last September (1929)
- The Hotel (1927)

### Libres de contes
- Stories by Elizabeth Bowen (1959)
- The Demon Lover and Other Stories (1945). En català L'amant del diable. Barcelona: Ed. Laertes, 2023. Traduït per Carme Geronès. Pròleg d'Eulàlia Lledó. ISBN 978-84-19676-27-6
- Look At All Those Roses (1941)
- The Easter Egg Party (1938)
- The Cat Jumps and Other Stories (1934)
- Joining Charles and Other Stories (1929)
- Encounters (1923)

### No ficció
- Afterthought: Pieces About Writing (1962)
- A Time in Rome (1960)
- The Shelbourne (1951)
- Collected Impressions (1950)
- Why Do I Write: An Exchange of Views between Elizabeth Bowen, Graham Greene and V.S. Pritchett (1948)
- Anthony Trollope: A New Judgement (1946)
- English Novelists (1942)
- Seven Winters: Memories of a Dublin Childhood (1942)
- Bowen's Court (1942)